# Gustaf Dalén
Nils Gustaf Dalén (30 tháng 11 năm 1869 - 9 tháng 12 năm 1937) là người nhà vật lý người Thụy Điển, người đoạt giải Nobel vật lý năm 1912 cho phát minh van mặt trời sử dụng cho việc thắp sáng các cột mốc và phao trên biển trong ngành hàng hải.